# Callimetopoides albomaculatus
Callimetopoides albomaculatus är en skalbaggsart som beskrevs av Stefan von Breuning 1981. Callimetopoides albomaculatus ingår i släktet Callimetopoides och familjen långhorningar.
Artens utbredningsområde är Sri Lanka. Inga underarter finns listade i Catalogue of Life.